# Pod sluncem Satanovým
Pod sluncem Satanovým (v originále Sous le soleil de Satan) je francouzský hraný film z roku 1987, který režíroval Maurice Pialat podle stejnojmenného románu Georgese Bernanose z roku 1926. Film měl světovou premiéru 14. května 1987 na filmovém festivalu v Cannes, kde získal Zlatou palmu.

## Děj
Ve vesnici na severu Francie přivítá abbé Menou-Segrais ve své farnosti mladého kněze Donissana. Donisana ochromují pochyby o jeho povolání a zažívá velké potíže při vykonávání každodenních kultovních funkcí. Menou-Segrais mu pomáhá najít správnou cestu.
Nedaleko bydlí 16letá Germaine Malhorty, která udržuje poměr s dospělými muži. Je milenkou markýze de Cadignan, zruinovaného šlechtice, který chce prodat svůj majetek, a také ženatého lékaře, poslance Galleta.
Jednoho rána, po noci strávené u Cadignana, Germaine zabije markýze výstřelem z brokovnice. Je těhotná a svěří se Galletovi. Ten se ji snaží uklidnit tím, že vyšetřování dospělo k závěru, že šlo o sebevraždu. Germaine stále více trápí pocity viny.
Menou-Segrais posílá Donissana na výpomoc do sousední farnosti. Tam narazí na podivného obchodníka s koňmi, který se ukáže být inkarnací Satana. Donissan odolává jeho daru vidět skrze bytosti.
Donissan vyhledá Germaine, o které teď ví všechno, a snaží se ji přivést zpět k Bohu. Ale když se Germaine vrátí domů, spáchá sebevraždu.
Donissan je jmenován farářem v Lumbres. Rolník ze sousedního města ho požádá o pomoc, protože jeho syn umírá na meningitidu.
Tváří v tvář Satanovi se Donissanovi podaří dítě resuscitovat. Následně vyčerpaný umírá ve zpovědnici, kde ho najde otec Menou-Segrais.

## Obsazení
| Gérard Depardieu       | abbé Donissan      |
| Sandrine Bonnaire      | Mouchette          |
| Maurice Pialat         | Menou-Segrais      |
| Alain Artur            | Cadignan           |
| Yann Dedet             | Gallet             |
| Brigitte Legendre      | matka Mouchette    |
| Jean-Claude Bourlat    | Malorthy           |
| Jean-Christophe Bouvet | Satan              |
| Marcel Anselin         | monsignore Gerbier |
| Yvette Lavogez         | Marthe             |
| Pierre d'Hoffelize     | Havret             |
| Corinne Bourdon        | matka dítěte       |
| Thierry Der'ven        | Sabroux            |
| Marie-Antoinette Lorge | Estelle            |
| Bernard de Gouy        | pan de Wamin       |
| Yolène de Gouy         | paní de Wamin      |
| Claudine Gauthier      | věřící             |
| Thierry Artur          | kněz               |
| Ghislain Boitrelle     | kočí               |
| Raymonde Jacquot       | farnice            |
| Frédéric Auburtin      | mladý kněz         |

## Ocenění
- Filmový festival v Cannes: Zlatá palma pro Maurice Pialata
- César: nominace v kategoriích nejlepší film, nejlepší herec (Gérard Depardieu), nejlepší herečka (Sandrine Bonnaire), nejlepší režie (Maurice Pialat), nejlepší kamera (Willy Kurant), nejlepší střih (Yann Dedet), nejlepší filmový plakát (Benjamin Baltimore a Luc Roux)